# Chirac (Charente)
Chirac is een gemeente in het Franse departement Charente (regio Nouvelle-Aquitaine) en telt 701 inwoners (2005). De plaats maakt deel uit van het arrondissement Confolens.

## Geografie
De oppervlakte van Chirac bedraagt 34,9 km², de bevolkingsdichtheid is 20,1 inwoners per km².
De onderstaande kaart toont de ligging van Chirac (Charente) met de belangrijkste infrastructuur en aangrenzende gemeenten.

## Demografie
Onderstaande figuur toont het verloop van het inwonertal (bron: INSEE-tellingen).